# Chantelle, Allier
Chantelle là một commune in the Allier thuộc miền trung nước Pháp.